# Sébastien Perrine
Sébastien Perrine (5 de agosto de 1996) es un deportista mauriciano que compite en judo. Ganó una medalla de bronce en los Juegos Panafricanos de 2019 en la categoría de +100 kg.

## Palmarés internacional
| Juegos Panafricanos | Juegos Panafricanos | Juegos Panafricanos | Juegos Panafricanos |
| Año                 | Lugar               | Medalla             | Categoría           |
| ------------------- | ------------------- | ------------------- | ------------------- |
| 2019                | Rabat (Marruecos)   | Medalla de bronce   | +100 kg             |